# Espérance Musirimu
 (mars 2023).
Espérance Musirimu est une ancienne juge et première femme inscrite au barreau du Burundi.

## Biographie

### Enfance et formations
Espérance Musirimu obtient une licence en droit délivrée par l'université de Burundi et un certificat en justice transitionnelle délivré au centre international de justice transitionnelle en 2005 à Bruxelles.

### Vie associative
Elle est membre de l'association des femmes juristes de Burundi, membre de ONG avocats sans frontières. Elle a collaboré avec la coalition pour l'arrêt de l'utilisation des enfants soldats et de le Fonds international de développement agricole,,,.